# Villem-Henrik Koitmaa
Villem-Henrik Koitmaa (* 3. Oktober 1990 in Tallinn, Estnische SSR) ist ein estnischer Eishockeytorhüter, der seit 2020 beim HC Panter Tallinn in der Meistriliiga unter Vertrag steht.

## Karriere
Villem-Henrik Koitmaa begann seine Karriere als Eishockeytorhüter in seiner Heimatstadt Tallinn bei den dortigen Tallinn Stars, mit denen er 2006 und 2007 estnischer Meister wurde. 2007 wechselte er zum Lokalkonkurrenten Tallinn HC Panter Purikad, wo er jedoch nur eine Spielzeit blieb. Die folgenden drei Jahre verbrachte er in Finnland, wo er für Heinolan Kiekko in der Mestis und für Jeppis Pietarsaari in der Suomi-sarja auf dem Eis stand. 2011 kehrte er zu den Pantern nach Tallinn zurück. Zum Jahreswechsel 2013/14 zog es ihn zum HC Viking Tallinn und gewann mit dem Klub gleich die Meisterschaft. 2015 wechselte er für eine Spielzeit zu Milton Keynes Thunder in die drittklassige English National Ice Hockey League. Im Frühjahr 2016 zog es ihn dann auf die Südhalbkugel, wo er bei Dunedin Thunder in der New Zealand Ice Hockey League spielte und gleich zum wertvollsten Spieler des Klubs gewählt wurde. Nach der im Nordhalbkugelsommer ausgetragenen Saison in Neuseeland, kehrte er im Oktober  2016 nach Europa zurück und spielte zunächst zwei Jahre für Dunaújvárosi Acélbikák in der MOL Liga. 2018 wechselte er zum Ligakonkurrenten Vasas HC und 2019 zum KS Toruń in die Polska Hokej Liga. Seit 2020 spielt er für den HC Panter Tallinn in der heimischen Meistriliiga. 2021 und 2022 wurde er zum estnischen Torhüter des Jahres gewählt.

### International
Für Estland nahm Koitmaa im Juniorenbereich in der Division II an den U18-Weltmeisterschaften 2007 und 2008 sowie den U20-Weltmeisterschaften 2008 und 2010 und der U20-Weltmeisterschaft der Division I 2009 teil.
Im Seniorenbereich stand Koitmaa bei den Weltmeisterschaften der Division I 2011, 2013, 2015, 2016, 2017, 2018, als er mit der besten Fangquote und dem geringsten Gegentorschnitt zum besten Torhüter des Turniers gewählt wurde, 2019, 2022 und 2023 sowie der Division II 2009, als er nicht nur den besten Gegentorschnitt des Turniers erreichte, sondern auch zum besten Spieler seiner Mannschaft gewählt wurde, 2010 und 2012, als er hinter dem Spanier Ander Alcaine sowohl die zweitbeste Fangquote als auch den zweitbesten Gegentorschnitt des Turniers erreichte, im Kasten des Teams aus dem Baltikum. Zudem vertrat er seine Farben auch bei den Qualifikationsturnieren für die Olympischen Winterspiele 2010 in Vancouver, 2014 in Sotschi, 2018 in Pyeongchang und 2022 in Peking. Auch beim Baltic-Cup 2016 und 2017 und beim Baltic Challenge Cup 2018, 2021 und 2022 stand er im Tor der Esten.

### Trainerlaufbahn
Bereits während seiner aktiven Karriere ist Koitmaa auch als Trainer aktiv. So war er Torwarttrainer der estnischen U18-Auswahl bei den Weltmeisterschaften 2013, 2014 und 2021 in der Division II und U20-Auswahl bei den Weltmeisterschaften 2023 in der Division I.

## Erfolge und Auszeichnungen
- 2006 Estnischer Meister mit den Tallinn Stars
- 2007 Estnischer Meister mit den Tallinn Stars
- 2014 Estnischer Meister mit dem HC Viking Tallinn
- 2021 Estnischer Torhüter des Jahres
- 2022 Estnischer Torhüter des Jahres

### International
- 2008 Aufstieg in die Division I bei der U20-Weltmeisterschaft der Division II, Gruppe A
- 2009 Geringster Gegentorschnitt bei der Weltmeisterschaft der Division II, Gruppe A
- 2010 Aufstieg in die Division I bei der Weltmeisterschaft der Division II, Gruppe B
- 2012 Aufstieg in die Division I, Gruppe B, bei der Weltmeisterschaft der Division II, Gruppe A
- 2018 Bester Torhüter der Weltmeisterschaft der Division I, Gruppe B
- 2018 Geringster Gegentorschnitt der Weltmeisterschaft der Division I, Gruppe B
- 2018 Höchste Fangquote der Weltmeisterschaft der Division I, Gruppe B